# ام‌وی کراسلین
ام‌وی کراسلین (به انگلیسی: MV Crosline) یک کشتی بود که طول آن ۱۵۰ فوت (۴۵٫۷۲ متر) بود. این کشتی در سال ۱۹۲۵ ساخته شد.